# Oberschaeffolsheim
Oberschaeffolsheim (Oberschäffolsheim in tedesco) è un comune francese di 2 438 abitanti situato nel dipartimento del Basso Reno nella regione del Grand Est.

## Storia

### Simboli
L'attuale stemma riprende il blasone dei baroni di Elsenheim, signori di Oberschaeffolsheim.
Un precedente stemma di Oberschaeffolsheim recava, in campo azzurro, la figura di sant'Ulrico, patrono della parrocchia, addestrato da due crocette, una sull'altra, il tutto d'oro.

## Società

### Evoluzione demografica
Abitanti censiti